# Базалети (Харагаульский муниципалитет)
Базалети (груз. ბაზალეთი) — село в Грузии, на территории Харагаульского муниципалитета края (мхаре) Имеретия.

## География
Село находится в западной части Грузии, к востоку от реки Чхеримелы, на расстоянии приблизительно 2 километров (по прямой) к северо-востоку от посёлка городского типа Харагаули, административного центра муниципалитета. Абсолютная высота — 505 метров над уровнем моря.

## Население
По результатам официальной переписи населения 2014 года, в Базалети проживало 290 человек (144 мужчины и 146 женщин). В национальной структуре населения грузины составляли 99,7 %, русские — 0,3 %.
| Год  | Население, человек |
| ---- | ------------------ |
| 2002 | 364                |
| 2014 | ↘ 290              |